# پی‌پی۲ (بازدارنده کاینیز)
پی‌پی۲ (بازدارنده کاینیز) (به انگلیسی: PP2 (kinase inhibitor)) یک ترکیب شیمیایی با شناسه پاب‌کم ۴۸۷۸ است. که جرم مولی آن ۳۰۱٫۷۷۴ می‌باشد. شکل ظاهری این ترکیب، جامد سفید است.